# Hermine Sterler
Hermine Sterler (née le 20 mars 1894 à Bad Cannstatt, morte le 25 mai 1982) est une actrice allemande.

## Biographie
Elle fait ses débuts en 1918 au Residenztheater de Hanovre puis va à Berlin. Elle incarne la dame de salon, ainsi que dans le cinéma muet en 1921. Elle joue aussi l'épouse et la mère.
À l'arrivée des nazis au pouvoir, à cause de ses origines juives, elle part à Vienne, où elle travaille au théâtre et au cinéma. L'Anschluss arrête sa carrière.
Hermine Sterler parvient à se rendre à Londres puis aux États-Unis. Le réalisateur émigré William Dieterle lui donne son premier rôle en Amérique dans la biographie La Balle magique du Docteur Ehrlich.
Au cours de la Seconde Guerre mondiale et ensuite, elle apparaît dans des productions hollywoodiennes, dans la plupart de très petits rôles de femme allemande ou européenne. Dans le film anti-nazi Hitler et sa clique, elle représente l'épouse d'Ernst Hanfstaengl. Elle revient en Allemagne pour le film Mein Vater, der Schauspieler de Robert Siodmak en 1956.

## Filmographie

### Cinéma
- 1921 : Die Hexe
- 1922 : Das Liebesnest 1
- 1922 : Die fünf Frankfurter : Gräfin Stadion
- 1922 : L'assomption d'Hannele Mattern : Frau Berger
- 1922 : Lumpaci the Vagabond
- 1923 : L'homme au masque de fer
- 1923 : Paganini : The Duchess
- 1925 : Hanseaten
- 1925 : Volk in Not : Elisabeth Ditten, Gutsbesitzerin
- 1926 : 117 bis Grande Rue : Oberin des Gefängnisses
- 1926 : Children of No Importance : Frau Berndt
- 1926 : Die Waise von Lowood : Lehrerin
- 1926 : Wie bleibe ich jung und schön - Ehegeheimnisse
- 1927 : Das Schicksal einer Nacht
- 1927 : Deutsche Frauen - Deutsche Treue : Regine Vollrath
- 1927 : Potsdam, das Schicksal einer Residenz
- 1927 : Prinz Louis Ferdinand : Rahel Lewis
- 1927 : Régine, Tragédie d'une femme : Die Hausdame
- 1928 : Adam und Eva : Frau Konsul Jensen
- 1928 : Dame Care : Seine Frau
- 1928 : Das Fräulein aus Argentinien
- 1928 : Der Ladenprinz : Rosanna
- 1928 : Die Sünderin : Odettes Mutter
- 1928 : Gefährdete Mädchen
- 1928 : La souris bleue : Frau Lebodier
- 1928 : Le roi de la valse : Anna, seine Frau
- 1928 : Teenagers' Republic : Fräulein Helmers
- 1928 : Voleurs de jeunesse : Irinas Mutter
- 1929 : Das Mädel aus der Provinz : Magda Ronacher
- 1929 : Jeux de dames : Madame Turbon
- 1930 : Das Recht auf Liebe : Frau Gebhard - eine Offizierswitwe
- 1930 : Der Andere : Hallers Schwester
- 1930 : Die Somme: Das Grab der Millionen
- 1930 : Les Saltimbanques : Stella Daniela
- 1930 : Marriage in Name Only : Hanna v. Späth, Schwester Veltens
- 1930 : Passions : Gräfin Enna
- 1930 : Zärtlichkeit : Frl. Lorrmann - Haushälterin
- 1931 : 24 Stunden aus dem Leben einer Frau : Erika
- 1931 : L'amour dispose (Ich geh' aus und Du bleibst da) de Hans Behrendt : Stephanie Derlett
- 1931 : Mary : Miß Miller
- 1931 : The Theft of the Mona Lisa
- 1932 : Gilgi: One of Us
- 1932 : Hasenklein kann nichts dafür : Geheimrätin von Schendell
- 1932 : Mieter Schulze gegen alle
- 1932 : Nous les mères
- 1932 : Raspoutine d'Adolf Trotz : la tsarine Alexandra
- 1933 : Abenteuer am Lido (Symphonie d'amour) : Lucena
- 1933 : Les voix du printemps
- 1934 : Unfinished Symphony : Princess Kinsky
- 1935 : Alles für die Firma : Ella Sonndorfer
- 1935 : Petite Maman : Leontine
- 1935 : Te quiero con locura : Leontine
- 1939 : My Son Is Guilty : Barney's Mother (non crédité)
- 1939 : Scandal Sheet : Mrs. Kopal
- 1940 :  Jennie (en) : Mother Schermer
- 1940 : La Balle magique du Docteur Ehrlich : Miss Marquardt
- 1941 : Shining Victory : Miss Hoffman
- 1941 : So Ends Our Night : Berlin Nurse (non crédité)
- 1942 : Crimes sans châtiment : Secretary (non crédité)
- 1942 : Nazi Agent : Mrs. Mohr (non crédité)
- 1942 : Réunion en France : Woman (non crédité)
- 1942 : Shanghaï, nid d'espions[1] (Secret Agent of Japan) d'Irving Pichel : : Mrs. Alecsandri
- 1943 : Bomber's Moon : Greta - Maid (non crédité)
- 1943 : Femmes enchaînées : German Mother (non crédité)
- 1943 : Hostages : Gestapo Agent (non crédité)
- 1944 : Hitler et sa clique : Frau Hanfstaengel (non crédité)
- 1944 : They Live in Fear : Frau Stoesen (non crédité)
- 1945 : Le Faucon à San Francisco : Ms. Carla Keyes (non crédité)
- 1945 : Trahison japonaise : Keller (non crédité)
- 1946 : Le fil du rasoir : Nurse (non crédité)
- 1946 : Les Indomptés : Mrs. Jackorski (non crédité)
- 1947 : Les Anneaux d'or : Greta Krosigk
- 1947 : Railroaded! : Mrs. Ryan
- 1948 : Berlin Express : Frau Borne (non crédité)
- 1948 : Lettre d'une inconnue : Mother Superior (non crédité)
- 1948 : La Fin d'un tueur (The Dark Past) : Mrs. Linder (non crédité)
- 1951 : La Mère du marié : German Woman (non crédité)
- 1952 : The Congregation
- 1953 : Comment épouser un millionnaire : Madame (non crédité)
- 1955 : Demain est un autre jour : Tourist's Wife
- 1956 : Mein Vater, der Schauspieler : Frl. Dr. Mahlke
- 1957 : Kelly and Me : Hilda (non crédité)
- 1966 : Le Rideau déchiré : Old Woman Entering at Bus Stop (non crédité)

### Télévision

#### Séries télévisées
- 1953-1954 : Fireside Theatre (en)
- 1956 : Crusader
- 1959 : Goodyear Theatre : Mrs. Lehner